# Маттол
Маттол (англ. Mattole, Mattole–Bear River) — мёртвый атабаскский язык, на котором раньше говорил народ маттол, который сейчас проживает в штате Северная Калифорния в США. Это один из 4 языков, принадлежащих калифорнийскому атабаскскому кластеру тихоокеанских атабаскских языков. Он был обнаружен в двух местах: в долине реки Маттол, непосредственно к югу от мыса Мендосино на побережье северо-запада Калифорнии, и отдельный диалект на реке Бир, около 10 миль к северу.